# Jugador de videojuegos

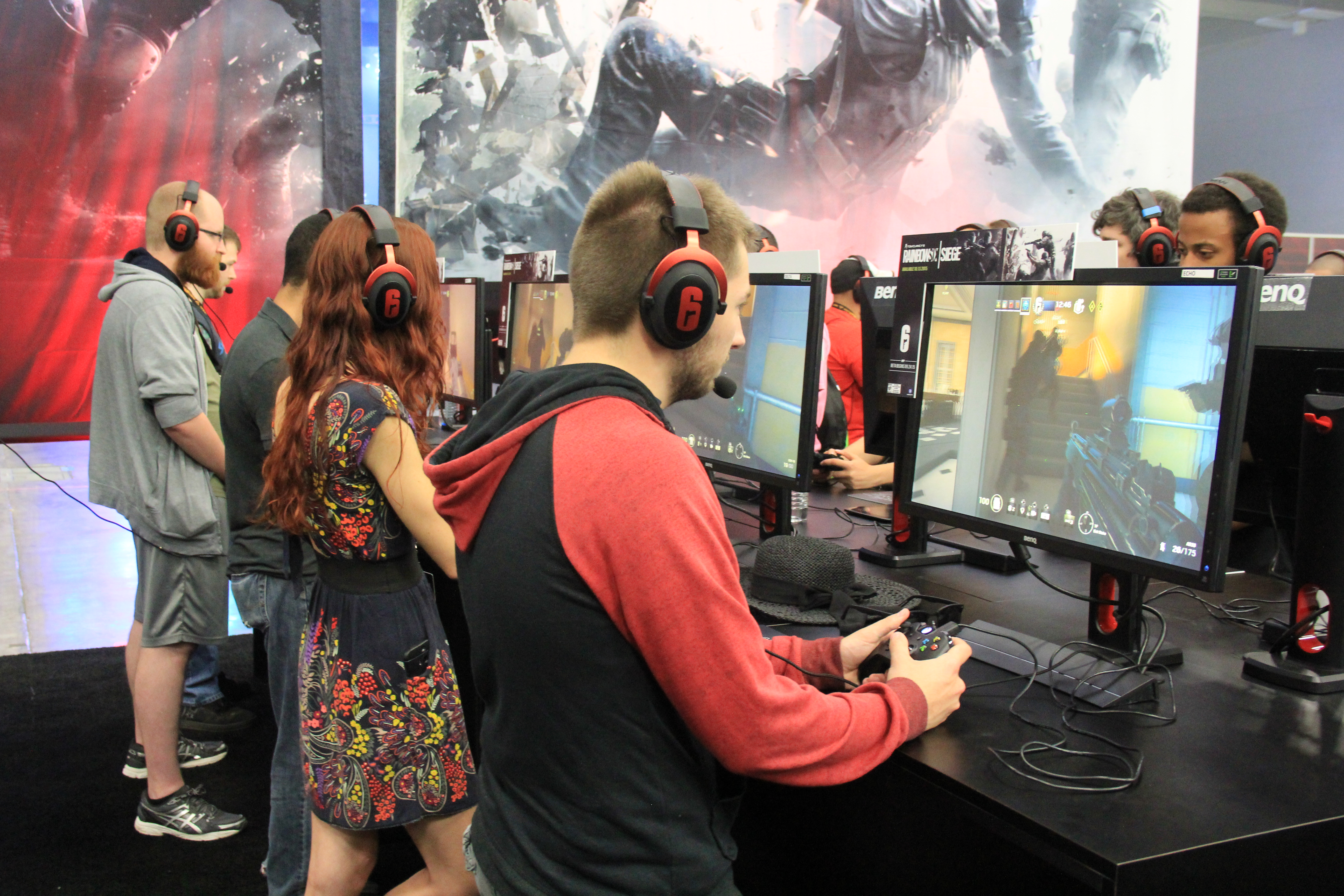
Personas jugando videojuegos.

Un jugador de videojuegos o videojugador, también conocido por el anglicismo gamer, es toda persona que juega a algún videojuego apasionadamente.
Un videojugador es aquella persona que se caracteriza por jugar con gran dedicación e interés a videojuegos y por tener un conocimiento extenso sobre estos. También, aunque más ocasionalmente, se designa en español a este
jugador habitual apasionado de los videojuegos, pero también entra dentro de los geeks. Ninguno de esos términos es necesariamente peyorativo o indica una patología en las personas designadas. Sin embargo, es posible que un jugador desarrolle una adicción o un uso problemático a los videojuegos.
En ocasiones se utiliza la denominación hardcore gamer o jugador duro para referirse a un jugador aficionado que busca completar el máximo de contenido (logros, armas, desbloqueo de personajes, etc.) de un título, siendo un caso distinto a un adicto. La adicción ligada a los videojuegos es, en el caso de los videojuegos multijugador, una forma de ciberadicción.
Por otra parte, un jugador casual (poser) es un tipo de jugador cuyo tiempo o interés en los videojuegos es limitado en comparación con los aficionados más apasionados (juegos en línea modernos). Puede ser cualquier persona que muestre no más que un interés pasajero por los videojuegos y por lo tanto es difícil categorizar a este jugador como un grupo en sí. Por esta razón, los desarrolladores de videojuegos que intentan atraer a jugadores casuales tienden a presentar reglas simples y una jugabilidad funcional, siendo el objetivo principal brindar una experiencia del tipo jugar al instante que un público de casi cualquier edad o con cualquier nivel de habilidad pueda disfrutar.

## Clases
Los grupos distintivos son: 
- Profesional: se caracteriza por ser un gamer con habilidades extraordinarias para jugar, y por ello, es considerado un jugador experto por la comunidad. Un gran grupo de estos jugadores logran ganar dinero por sus habilidades, integrarse a un equipo y participar en torneos.

- Duro o hardcore: se caracteriza por ser un jugador que dedica muchas horas al día a jugar videojuegos. Busca mejorar constantemente y tener puntuaciones máximas. Este jugador no queda satisfecho con terminar un videojuego de manera habitual pues busca siempre conseguir todo lo que se pueda en una alta dificultad y con grandes retos. Es competitivo y busca demostrar sus habilidades para así poder ganar dinero o en campeonatos. Este jugador es verdaderamente aficionado a los videojuegos, no busca solo un medio de entretenimiento sino un reto o una aventura y de ser posible hacerlo un estilo de vida. A veces es considerado despectivamente nerd o persona sin vida social.

- Regular: muchas personas no consiguen encajar en la categoría de jugador duro, pero a su vez tampoco en jugadores casuales, para estos se asigna el término de jugador regular, el cual se refiere a un jugador que juega de manera habitual, tiene ciertos conocimientos de los videojuegos, pero no busca un gran reto como el jugador duro. Es competitivo pero no tienen interés en ser el mejor.

- Casual: se denomina así a aquel individuo que no está comprometido propiamente a conseguir todos los objetivos posibles en un juego. Además, este jugador no suele emplear mucho tiempo en un juego dado, caracterizándose, en muchos casos, por jugar a muchos juegos, pero durante poco tiempo o en intervalos irregulares. Un gran grupo de ellos no tienen interés en mejorar sus habilidades ya que lo consideran solo un pasatiempo. También se puede usar el término Poser para referirse a el de un modo despectivo.

### Por preferencias del jugador
- Retro jugador o retro gamer: se caracteriza por jugar o tener gran interés y a menudo abundantes conocimientos sobre la historia de los videojuegos de épocas pasadas y por la informática clásica en general. Por lo general, es un tipo de jugador que prefiere los videojuegos de plataformas, aventuras gráficas, o acción tipo arcade, pero no por ello necesariamente tiene que renunciar a tendencias contemporáneas.

- Tramposo (cheater): es aquel jugador que por medios ajenos a la interfaz del juego o programas de terceros (como los bots), usa trampas o altera el juego para modificar su funcionamiento y beneficiarse a sí mismo.

- Novato: se le conoce por ser un jugador nuevo o inexperto en los videojuegos. No confundir con el anglicismo noob, ya que este último se suele utilizar de manera ofensiva, pero en inglés el término no tiene ese significado peyorativo.

- Inexperto (noob): aunque al principio este término era utilizado para los novatos el término ha ido cambiando últimamente hasta convertirse en una manera de designar despectivamente a alguien inexperto. Una forma de explicar este término sería que, en salas competitivas de juegos en línea, si un jugador falla, hace alguna acción mal o simplemente desconoce partes o tácticas de ese juego, el resto de jugadores lo suele catalogar como noob.

Estos son solo los grupos más genéricos dentro del mundo gamer. Existen muchos grupos más dependiendo de los juegos predilectos, las maneras de jugar (pro, en referencia a un jugador profesional que cobra por ello de una marca, generalmente de productos de informática o compañías de videojuegos) o el comportamiento (trol, un tipo de jugador que encuentra la diversión molestando al resto de jugadores).

### Según plataforma
Otra forma de dividir a los videojugadores es según la plataforma en la que juegan:
- Jugadores de PC: son los que juegan o se especializan en videojuegos en computadora.
- Consoleros: son los que juegan o se especializan en videojuegos de videoconsolas.
- Jugadores de móvil: son las personas que juegan desde su dispositivo móvil.

Cuando un jugón siente predilección por una plataforma de forma obsesiva se le considera fanático (fanboy), y dentro de cada plataforma con un adjetivo distinto. Este tipo de personas se encierra en su consola/juego defendiéndolo de cualquier insulto al mismo tiempo que desacredita a los/las otros/as consolas/juegos por ser peores o por haber copiado una idea. Ejemplos de ello son o fueron los fanes de Sega (fanáticos de los juegos de la compañía Sega en general), Nintendo (nintenderos), Sony o PlayStation (sonyers), Microsoft o Xbox, etc.
- Arcaderos: son los jugones que juegan o se especializan en los videojuegos de máquinas de arcade.
- Emu jugadores: son los videojugadores que utilizan emuladores, que son capaces de emular ordenadores, arcades, pero principalmente usan emuladores de consolas; estos emuladores permiten que los videojuegos de determinada plataforma puedan ser jugados en plataformas diferentes de la original.
- Retro jugadores: son los videojugadores interesados en videojuegos antiguos (principalmente abandonware), producto de la nostalgia o interés en la historia de los videojuegos.

### Lenguaje y términos
Entre los jugones, existen palabras o términos especiales para determinar acciones específicas. La mayoría, proceden del inglés dando lugar a anglicismos:
- Baja o kill: una baja es una muerte, es decir, en un juego donde matar a un enemigo suma puntos, las bajas representan dichos puntos.
- Levelear o levear: se usa exclusivamente en juegos de rol. Consiste en subir de nivel. En los videojuegos de rol en línea, algunos jugadores de niveles altos le venden un leveleo a jugadores de nivel bajo, pero a veces puede tratarse de una estafa.

- Farmear: del inglés to farm (en español cosechar o granjear), significa conseguir dinero, oro u otros recursos mediante la excesiva matanza de enemigos neutrales o cualquier tipo de unidad que otorgue una recompensa al matarlo.

- GG: son las siglas de good game (buena partida) y se usa mucho para expresar respeto hacia otro jugador tanto cuando se gana como cuando se pierde una partida (muchos utilizan las siglas GG en la vida cotidiana para decir que algo es muy bueno, y otros lo utilizan como insulto en los juegos).

- Noob o novato: el término noob o newbie se utiliza para describir a alguien que tiene muy poca o nula experiencia en un juego.

- Lag: retraso en el juego causado por problemas de conexión o rendimiento de la plataforma.

- HF: have fun, es decir, que te diviertas.
- GL: good luck, es decir, buena suerte. Suele usarse al comenzar una partida, y también se suele utilizar junto con HF surgiendo la variante GL HF.

- Owned o pwned: utilizado al matar al otro jugador en algún tipo de jugada impresionante y dejarlo mal.

- NP: no problem (no hay problema), utilizado como respuesta cuando alguien agradece al jugador por sus acciones (no hay problema).

- WP: well played y en español significa bien jugado, generalmente cumple la función del GG.
- Camper o campear: Persona que se queda en un lugar para atacar de emboscada a otros jugadores
- GTG: son las siglas de got to go (tengo que irme) que indica que el jugador se marcha, por un periodo indefinido.
- BRB: son las siglas de be right back (ahora vuelvo) que indica que el jugador se va pero que vuelve pronto.
- AFK: se utiliza cuando un jugador se aleja del juego por un momento o por la partida en su totalidad. Son las siglas de away from the keyboard que se traduciría como ausente.
- OOM: es la sigla de sin maná (out of mana) y se utiliza cuando un jugador no puede usar hechizos por falta de maná o energía.
- OMW: es la sigla de en camino (on my way).
- KS: es la sigla de kill stolen y consiste en arrebatarle la baja a un compañero cuando cree que el enemigo tiene posibilidades de huir.
- OP: es la sigla en inglés de overpowered (superpoderoso) y consiste en un jugador experimentado o un tramposo que tiene sus objetos a mayor nivel que la mayoría.
- PvP y JcJ: en inglés es player vs player y en español jugador contra jugador, y se refiere a partidas o situaciones en las que dos o más jugadores humanos luchan entre sí.
- PvE y JcE: en inglés es player vs environment y en español jugador contra entorno, y se refiere al enfrentamiento de un jugador contra el mismo entorno que lo rodea y que está controlado por la máquina, o enfrentamientos contra bots.
- C9: es un término utilizado en partidas multijugador y significa que se dejó de lado el objetivo principal por cualquier distracción causando la derrota del equipo.

## Ciberatletas
El ciberatleta (pro gamer en inglés) es un tipo de jugador de videojuegos profesional y que les pagan por ello. También se dedica a descubrir glitches (errores de juego) y pensando en cómo utilizarlos en estrategias en contra de los adversarios. Con la aparición de Internet y los juegos en línea, más y más gente comenzó a conocerse por medio de los juegos, compitiendo, probando nivel, pasando el tiempo libre o simplemente viendo jugar a otros, comenzaron a aparecer torneos no oficiales que se hacían entre amigos para ver quién era mejor. 
Este nivel de competición llegó al punto en el cual los jugadores entrenaban a diario para ser mejor que los demás. Estos torneos fueron creciendo en popularidad dándose a conocer por empresas productoras de hardware y software los cuales comenzaron a patrocinarlos.
Con el auge de los torneos de videojuegos, se empezaron a denominar deportes electrónicos. De ello surgieron empresas y ligas profesionales con sus propias reglas y normas, haciéndolos oficiales y consiguiendo patrocinios que hasta el momento han alcanzado cifras de millones de dólares en premios entregados a los jugadores[cita requerida]. Al existir empresas que patrocinan este tipo de competiciones, los jugadores han tenido que tomar una rutina de entrenamiento físico[cita requerida] y estratégico para las mismas como sucede en cualquier deporte olímpico. De ahí surge el término ciberatleta.
Los ciberatletas más conocidos son los videojugadores de Corea del Sur. Patrocinados por sus empresas, los jugadores viven en pisos especiales para entrenar a diario en los juegos, como es el caso del videojuego de PC StarCraft.
En las World Cyber Games es donde se juntan los mejores jugadores de cada país con el objetivo de conocer quién es el mejor en el juego en que participan. Los juegos suelen ser StarCraft: Brood War, Warcraft III, Unreal Tournament, Quake Live, StarCraft II, Counter Strike, Dota 2, Gears of War 3, Halo: Reach, Halo: Combat Evolved, League of Legends, Minecraft y Fortnite.